# Prefettura di Ain Chock
La prefettura di Ain Chock è una prefettura d'arrondissement facente parte della prefettura di Casablanca, in Marocco.
Interamente nella città di Casablanca, comprende un solo arrondissement omonimo e sul suo territorio vi sono diverse facoltà universitarie.